# Monte Asama
Il monte Asama è un vulcano complesso al centro di Honshū, la principale isola del Giappone, ed è il vulcano più attivo di tutta l'isola. L'Agenzia meteorologica giapponese ha classificato il monte Asama come rango A. È alto 2 568 metri e si trova sul confine tra la prefettura di Gunma e la prefettura di Nagano. È una delle 100 montagne più famose del Giappone.

## Geologia
Il monte Asama si trova sulla congiunzione dell'Izu-Bonin-Mariana Arc e dell'Arco del Nord-Est del Giappone. I principali tipi di roccia che lo compongono sono l'andesite e la dacite.
Degli scienziati provenienti dall'Università Imperiale di Tokyo e dall'Università di Nagoya hanno completato il loro primo esperimento di muografia nell'aprile 2007. L'esperimento prevedeva di scattare delle fotografie dell'interno del vulcano. Con l'individuazione di particelle subatomiche chiamate muoni che passano attraverso il vulcano dopo essere arrivate dallo spazio. Così gli scienziati sono stati in grado di realizzare progressivamente la creazione di immagini delle cavità attraverso le quali passa la lava.
Il monte Asama è stato inserito nella lista delle "Cento montagne famose del Giappone" (Nihon hyaku meizan) di Kyūya Fukada.

## Storia eruttiva
Le caratteristiche geologiche di questo vulcano attivo sono strettamente monitorate con sismografi e telecamere.

### Eruzione del 2009
Il monte Asama ha eruttato agli inizi di febbraio 2009, proiettando la cenere a un'altezza di 2 km, e gettando le rocce fino a 1 km dal cratere. Al 16 febbraio erano stati registrati 13 terremoti dovuti al vulcano, e un'eruzione ha emesso fumo e cenere in una nuvola di 400 m di altezza.
Il monte Asama ha continuato ad avere piccole eruzioni vulcaniche, terremoti e tremori nel mese di febbraio e si è mantenuto sul livello di pericolosità 3.

### Eruzioni del 2008
Tre piccole eruzioni di cenere si sono verificate sull'Asama nell'agosto 2008. Questa è stata la prima attività del vulcano dal 2004.

### Eruzione del 2004
Un'unica eruzione si è verificata alle 11:02 UT il 1º settembre 2004. Blocchi incandescenti sono stati espulsi dalla vetta causando molti incendi. L'eruzione ha proiettato la cenere e le rocce a 200 km.

### Terremoti del 1995
Nel mese di aprile 1995 più di mille terremoti sono stati rilevati nei pressi del vulcano.

### Eruzione del 1983
L'eruzione esplosiva è avvenuta l'8 aprile 1983. La cenere è caduta a 250 km dal vulcano.

### Eruzione del 1982
Un'eruzione esplosiva si è verificata in occasione del Vertice del vulcano Asama il 26 aprile 1982. La cenere è arrivata a Tokyo (dove è anche caduta), 130 km a sudest, per la prima volta in ventitré anni.

### Eruzione del 1783

Eruzione del Monte Asama nel 1783

Il 4 agosto 1783, all'epoca dello shogunato Tokugawa, vi fu un'eruzione esplosiva. Nella regione, densamente popolata, circa 35 000 persone morirono subito in seguito all'eruzione. L'Asama coprì di nubi il cielo sopra Edo (l'attuale Tokyo). A seguito delle emissioni, il suolo si inaridì in un'area molto vasta, si ebbero forti piogge e la temperatura si abbassò per diversi anni in tutto il paese. Il peggioramento climatico generato dal vulcano danneggiò i raccolti di riso, sicché il prezzo di questo genere alimentare fondamentale triplicò.

## Cultura di massa
- Nella serie animata Getter Robot del 1974, il Centro Ricerche del professor Saotome è situato nei pressi del vulcano Asama.
- Gli ultimi due episodi dell'anime Grand Prix e il campionissimo sono ambientati in un circuito immaginario, costruito ai piedi del monte Asama, in sostituzione del precedente tracciato (questo, invece, esiste o, perlomeno, è esistito[2][3]), dove il padre del protagonista, Todoroki alias sig. Kuruma, aveva corso in gare di motociclismo.
- Shu Todoroki, uno dei protagonisti del cartone animato Disney Pixar Cars 2 nonché evidente omaggio al protagonista dell'anime Grand Prix e il campionissimo, è "cresciuto" ai piedi del monte Asama[4].
- Molte poesie descrivono il monte Asama, fra le quali gli haiku di Matsuo Bashō e Shūson Katō, e i waka nell'Ise monogatari.

## Galleria d'immagini

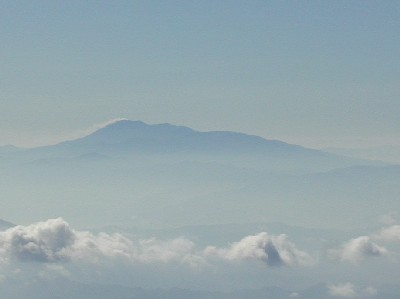
Monte Asama
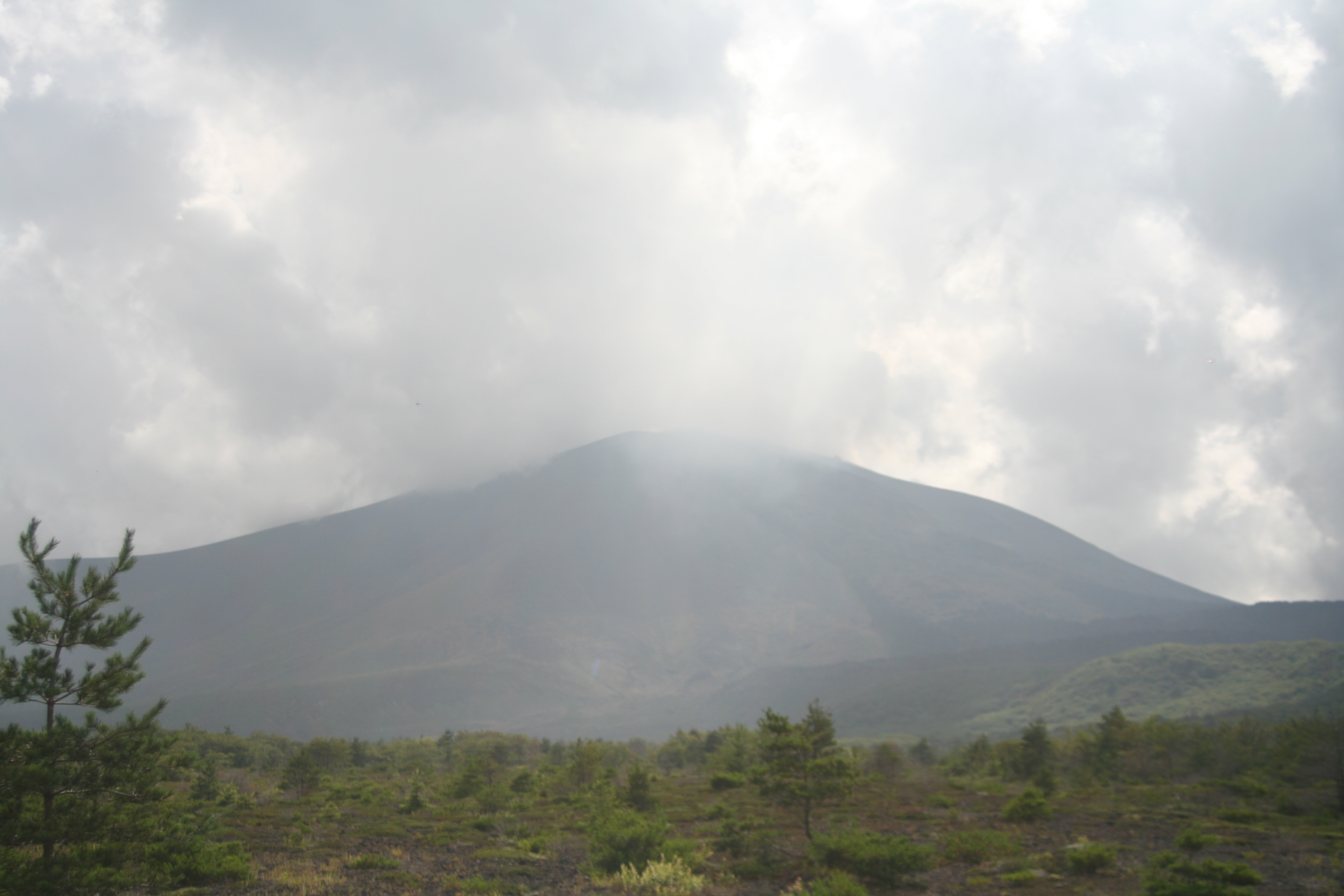
Il Monte Asama nel 1999 visto dalla prefettura di Nagano
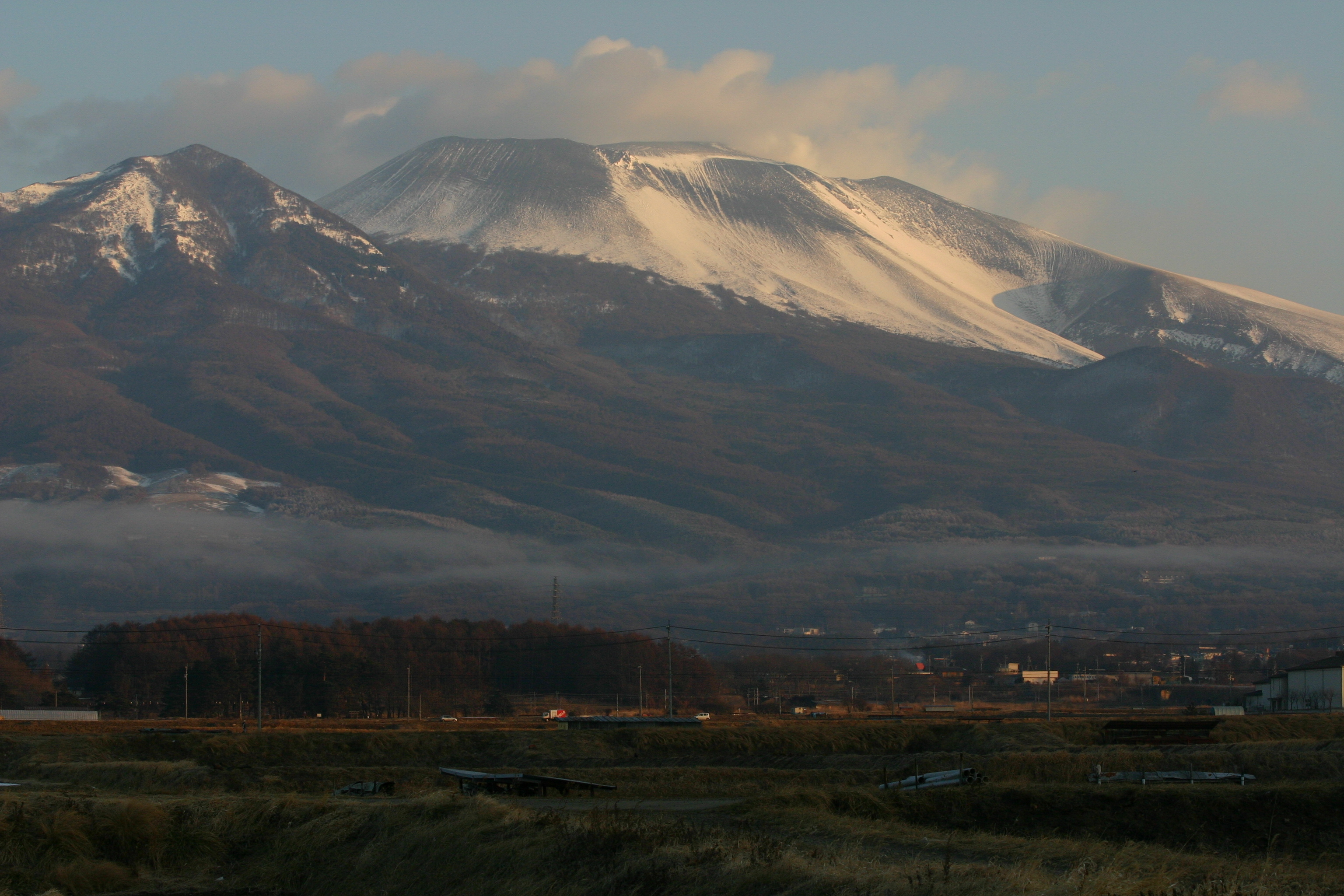
Il monte Asama nel dicembre 2005
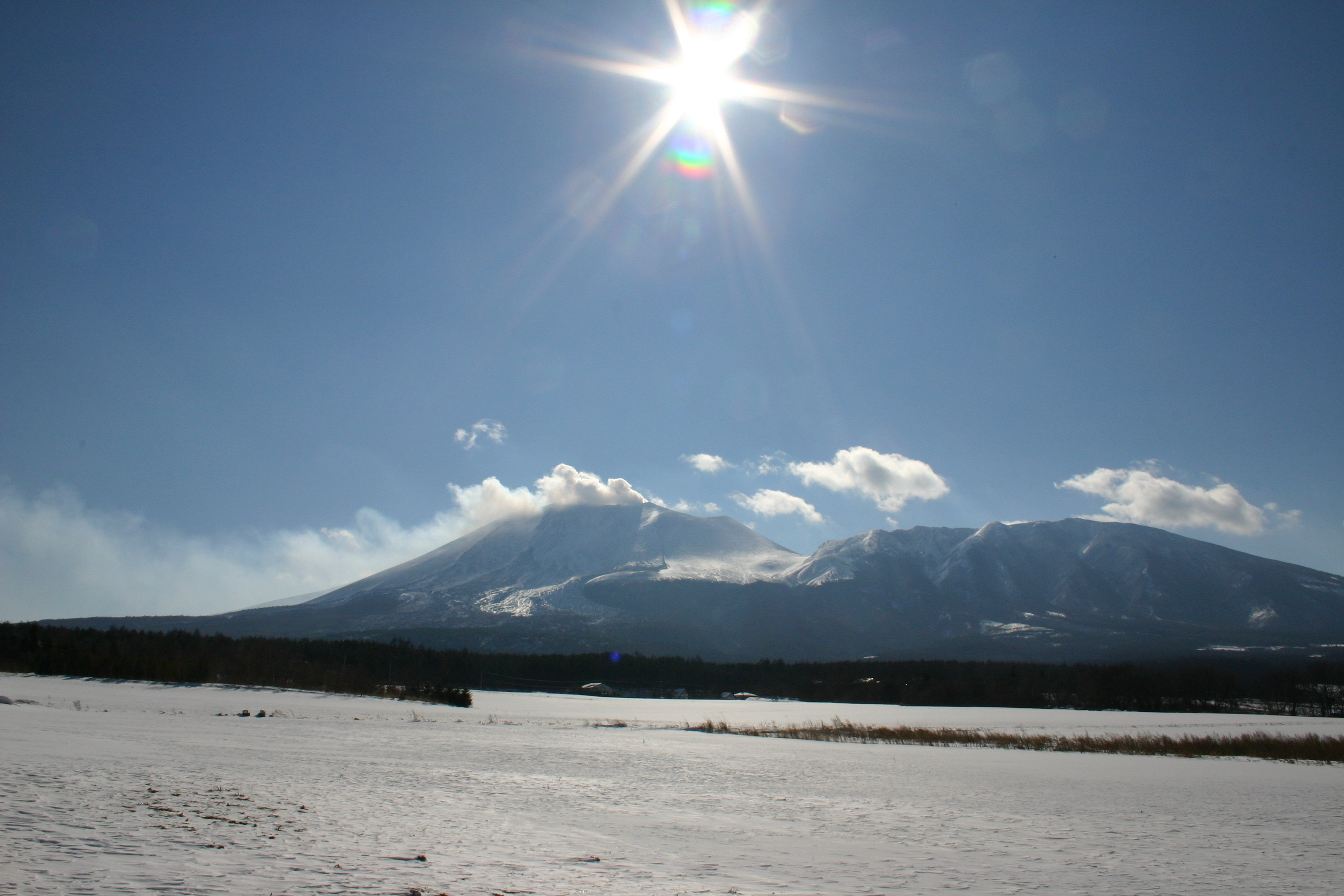
Il monte Asama nel dicembre 2005 visto dalla prefettura di Gunma
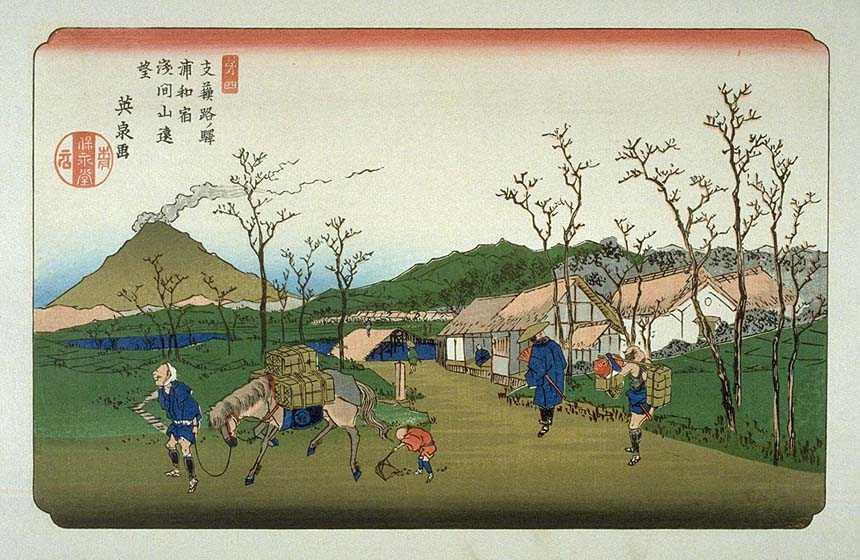
Hiroshige